# Matiaška
Matiaška – wieś (obec) na Słowacji, położona w kraju preszowskim w powiecie Vranov nad Topľou. Pierwsza wzmianka pisemna o miejscowości pojawiła się w roku 1363.
Wieś położona jest na północny zachód od zbiornika Veľká Domaša, sąsiaduje z miejscowością Detrík.
Znajdują się w niej greckokatolickie cerkwie. Starsza, pod wezwaniem św. Dymitra, pochodzi z roku 1746. Nowsza, pod tym samym wezwaniem, pełni funkcję kościoła parafialnego, a została wybudowana w roku 2009.
W XVIII wieku miejscowość nazywana była Matyáska oraz Matyáschka, natomiast w dwudziestoleciu międzywojennym Matiašok i Maťaška.
W okresie II wojny światowej, pod koniec 1942 w okolicznych lasach gromadzili się uchodźcy i partyzanci. Za udzieloną przez mieszkańców pomoc partyzantom spalono we wsi 14 domów.

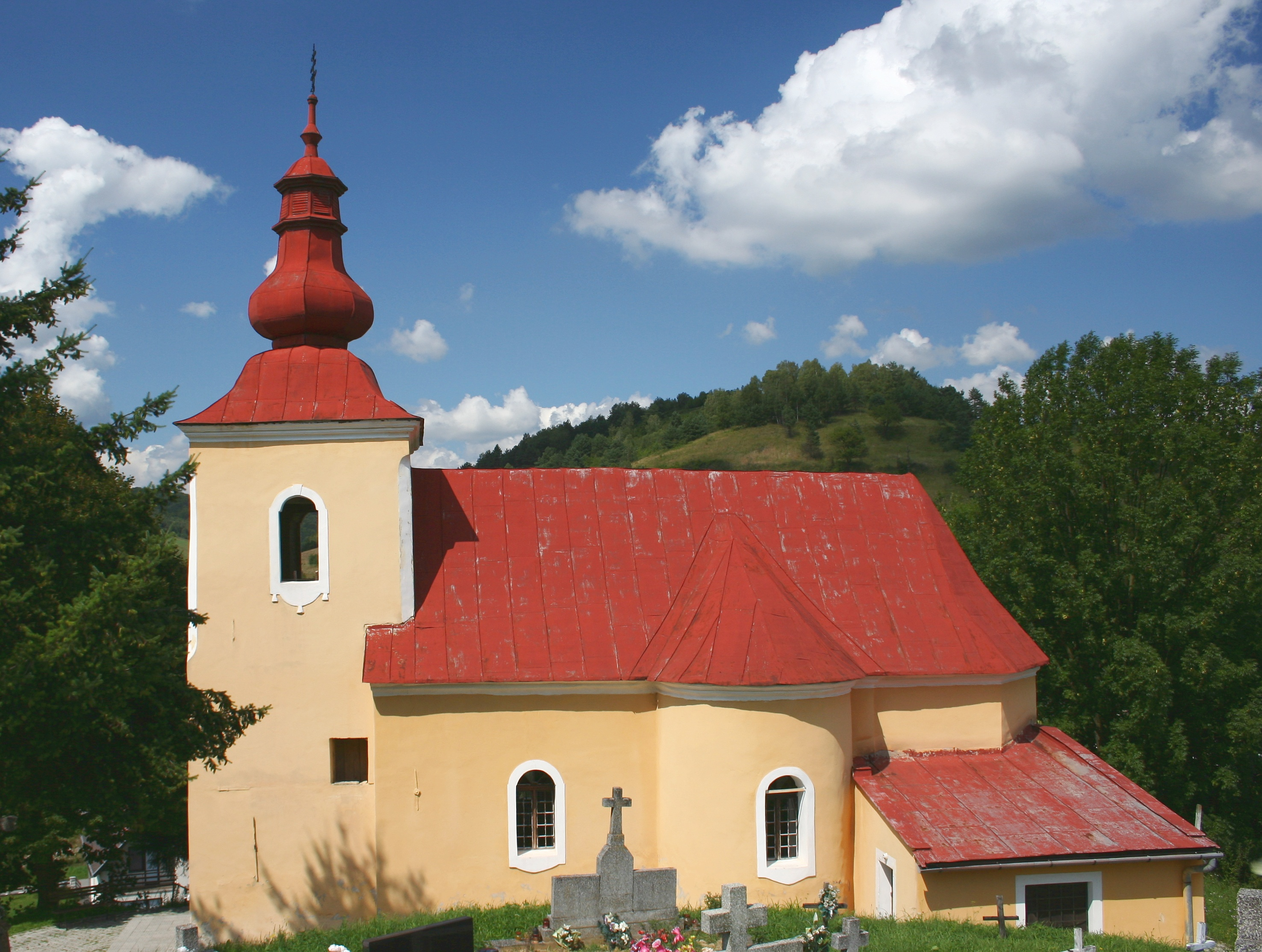
Cerkiew św. Dymitra
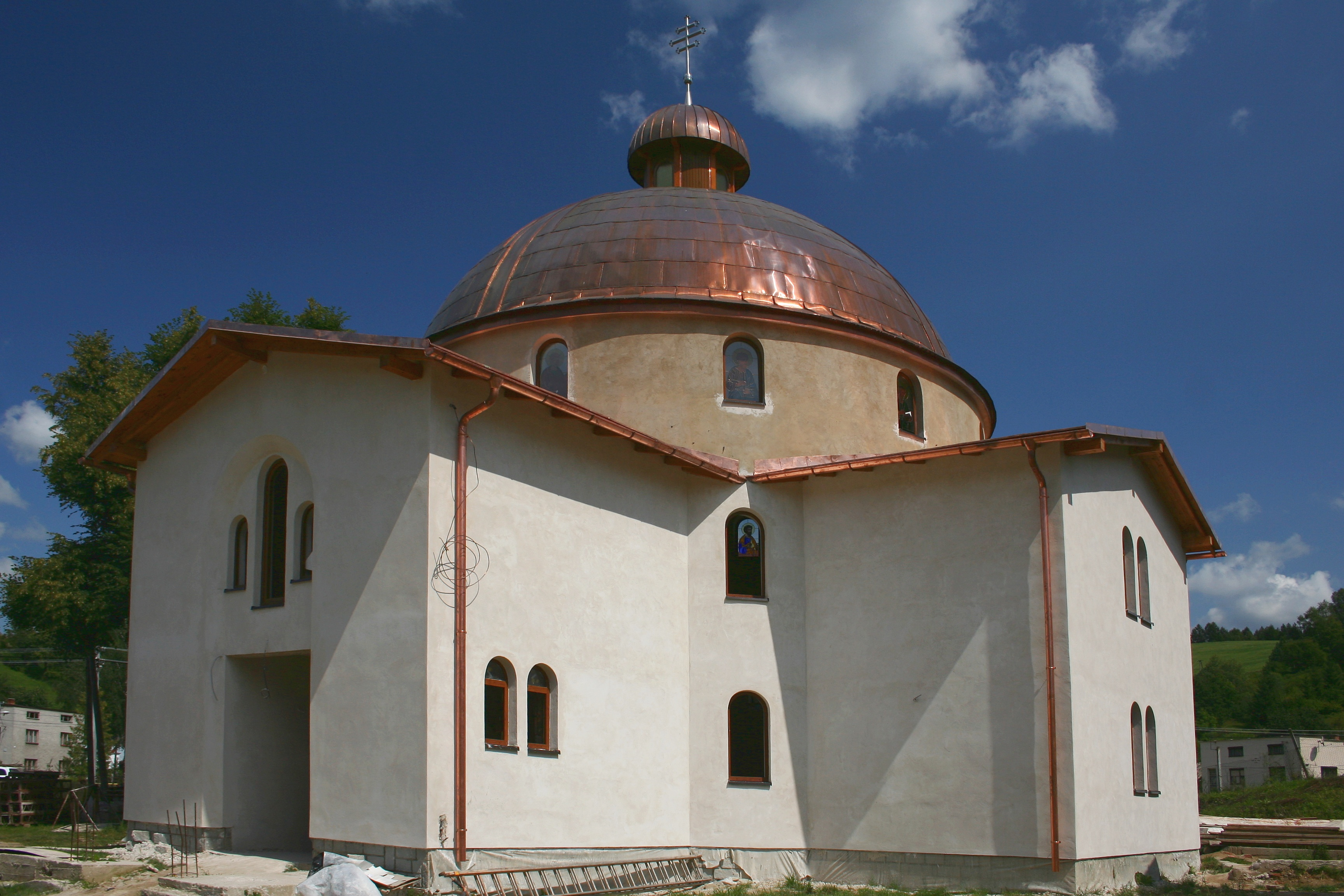
Budynek nowej cerkwi
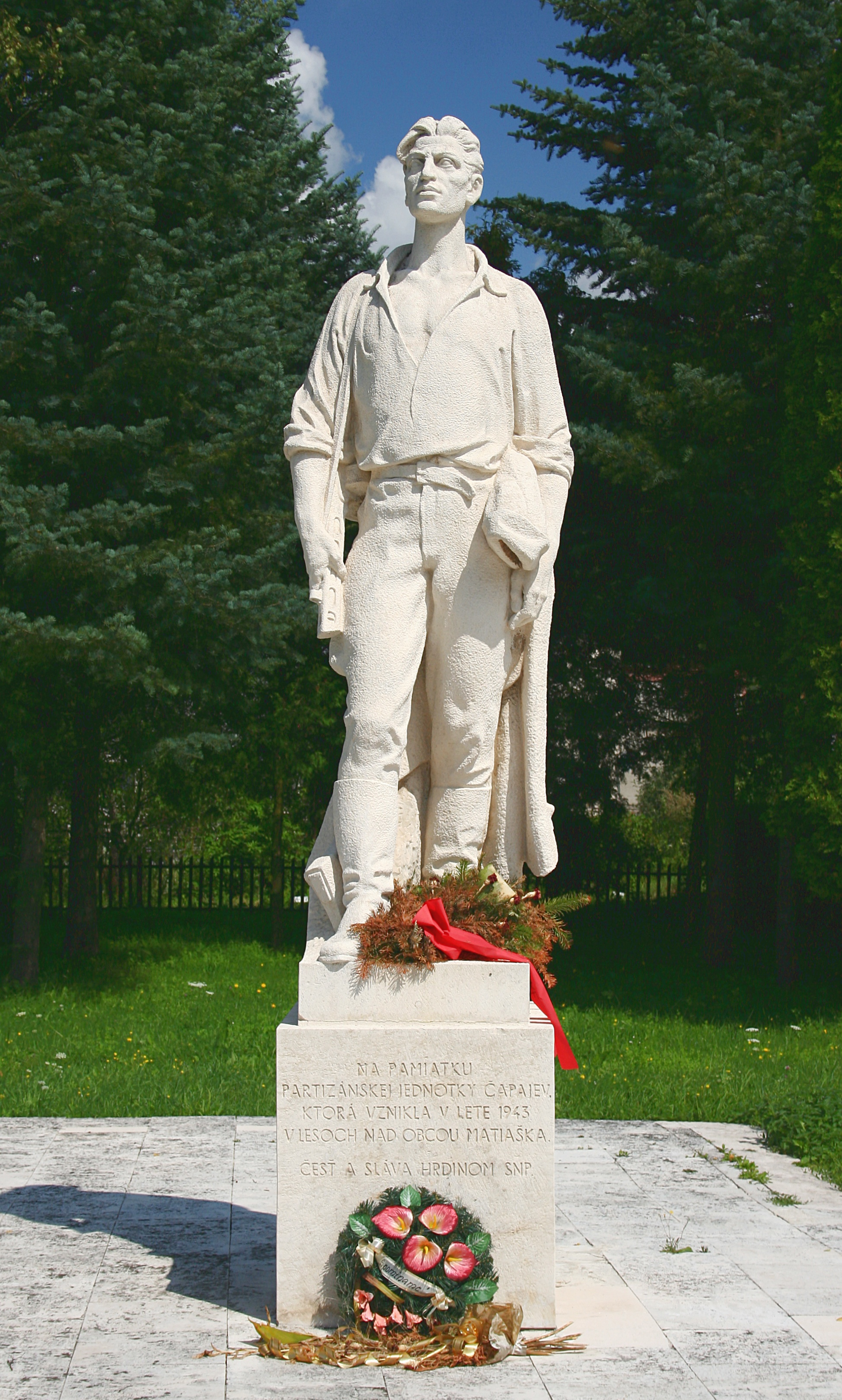
Pomnik poświęcony partyzantom z okresu II wojny światowej